# Larreule (Hautes-Pyrénées)
Larreule is een gemeente in het Franse departement Hautes-Pyrénées (regio Occitanie) en telt 390 inwoners (2005). De plaats maakt deel uit van het arrondissement Tarbes.

## Geografie
De oppervlakte van Larreule bedraagt 10,0 km², de bevolkingsdichtheid is 39,0 inwoners per km².

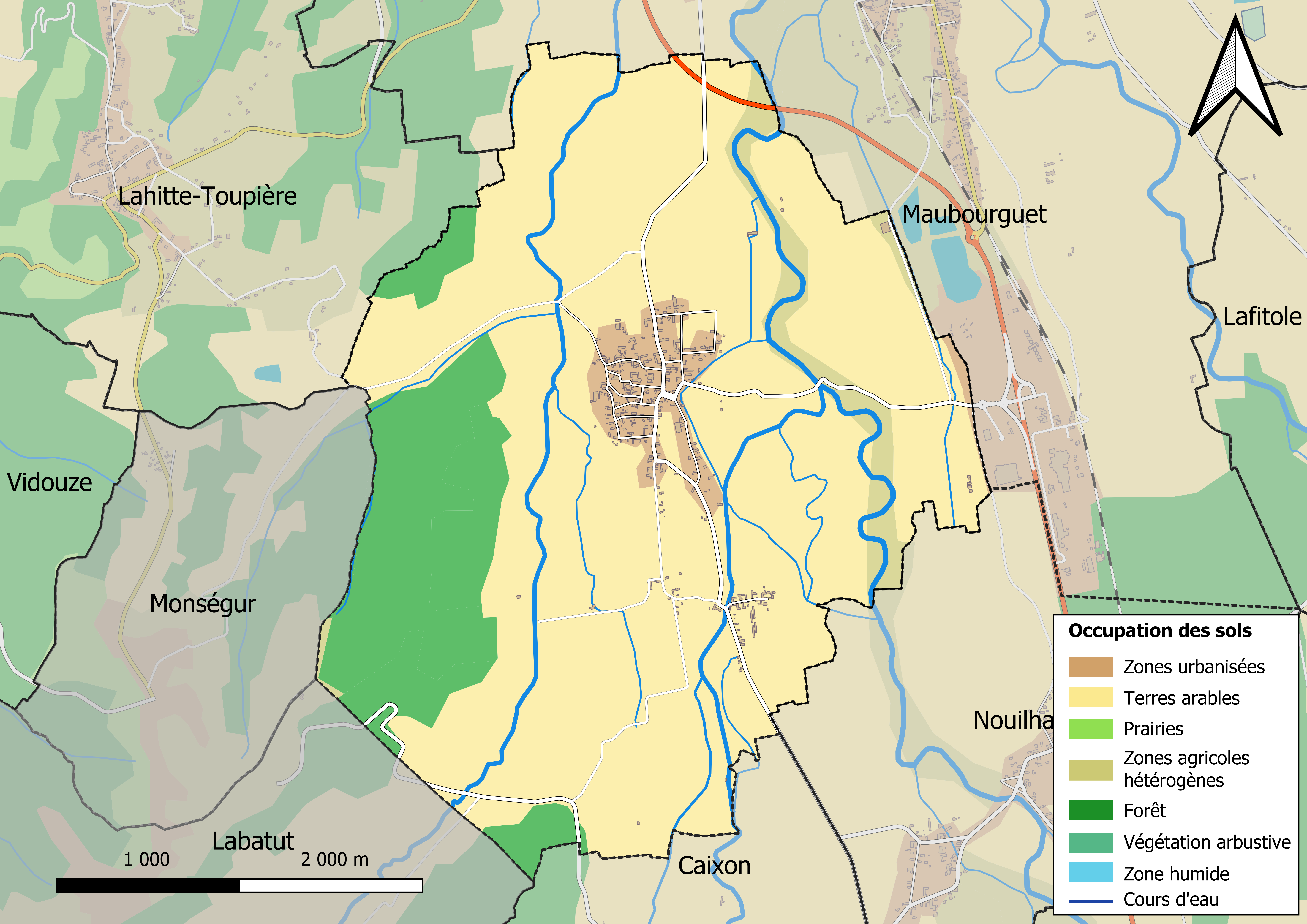
Kaart van de gemeente met belangrijkste infrastructuur, bodemgebruik en omliggende gemeenten

## Demografie
Onderstaande figuur toont het verloop van het inwonertal (bron: INSEE-tellingen).